# Сас Ганна Дмитрівна
Ганна Дмитрівна Сас (нар. 6 жовтня 2003) — білоруська футболістка, півзахисниця німецького клубу «Карл Цейсс» та національної збірної Білорусі.

## Клубна кар'єра
Вихованка ДЮСШ №4 )Мінськ) та жіночого футбольного клубу «Мінськ».
29 березня 2020 року дебютувала за основну команду у фінальному матчі за Суперкубку Білорусі. 1 травня провела свій перший матч у чемпіонаті Білорусі, вийшовши на заміну на 78-й хвилині проти клубу «Дніпро-Могильов». У сезоні 2020 року забила 5 м'ячів, увійшовши до топ-30 найкращих бомбардирів, також виступала за столичний клуб у жіночій Лізі чемпіонів.
У лютому 2022 року підписала контракт з представником жіночої Бундесліги «Карл Цейсс».

## Кар'єра в збірній
Дебют у лівочій збірній Білорусі (WU-17) відбувся 23 вересня 2018 року у матчі проти Словенії в рамках кваліфікації чемпіонату Європи (0:3).
22 вересня 2020 року дебютувала за національну збірну Білорусі у матчі проти Фарерських островів (2:0), поступившись місцем на полі своїй одноклубниці Анастасії Побегайло на 61-й хвилині гри.

## Досягнення
- Суперкубок Білорусі
  -  Володар (1): 2020